# Premio Stresa
Il Premio Stresa di Narrativa è un premio letterario di narrativa fondato nel 1976 da un gruppo di intellettuali, tra i quali Mario Bonfantini, Mario Soldati, Gianfranco Lazzaro, Franco Esposito e  Piero Chiara. Nei primi anni della giuria fecero parte anche scrittori e intellettuali quali Carlo Bo, Giovanni Spadolini, Giorgio Barberi Squarotti e Primo Levi.
Non ha avuto luogo dal 1985 fino al 1995 quando è stato ripreso dalla Associazione Turistica Pro Loco di Stresa, che lo gestisce tuttora. È riservato ad opere in lingua italiana pubblicate in Italia e in Svizzera.
La selezione viene effettuata da una giuria di critici che scelgono 5 libri finalisti votati nella votazione finale anche da una giuria di lettori.

## Albo d'oro
- 1976: Il cielo colore delle colline di Gianfranco Lazzaro - La Provincia Azzurra
- 1977: Il vento in testa di Eugenio Travaini - Rizzoli
- 1978: La sconosciuta di Marise Ferro - Rizzoli
- 1980: Grida dal Palazzo d'Inverno di Carlo della Corte - Mondadori
- 1981: Se mai torni di Virginia Galante Garrone - Garzanti
- 1982: Sconfitti sul campo di Marcello Venturi - Rizzoli
- 1983: Il merlo di campagna e il merlo di città di Davide Lajolo - Rizzoli
- 1984: L'armonista di Giorgio De Simone - Rizzoli
- 1995: Voglia di famiglia di Duilio Pallottelli - Rusconi
- 1996: Il pesce elettrico di Enrico Fovanna - Baldini & Castoldi
- 1997: Il romanzo di Tommaso Campanella di Dante Maffia - Spirali
- 1998: Il coccodrillo sull'altare di Guido Conti - Guanda
- 1999: La regina disadorna di Maurizio Maggiani - Feltrinelli
- 2000: La polvere sull'erba di Alberto Bevilacqua - Einaudi
- 2001: Conclave di Roberto Pazzi - Frassinelli
- 2002: L'ultimo dei Vostiachi di Diego Marani - Bompiani
- 2003: La Mennulara di Simonetta Agnello Hornby - Feltrinelli
- 2004: La masseria delle allodole di Antonia Arslan - Rizzoli
- 2005: Il male è nelle cose di Maurizio Cucchi - Mondadori
- 2006: L'amore in sé di Marco Santagata- Guanda
  - La figlia del Podestà di Andrea Vitali
  - Ti lascio il meglio di me di Giancarlo Marinelli
  - Tre sono le cose misteriose di Tullio Avoledo
  - Le uova del drago di Pietrangelo Buttafuoco
- 2007: La leggenda dei monti naviganti di Paolo Rumiz - Feltrinelli
  - Mal di pietre di Milena Agus
  - Le stagioni dell'acqua di Laura BosioTesto in pedice
  - Per il resto del viaggio ho sparato agli indiani di Fabio Geda
  - L'imbroglio del turbante di Serena Vitale
- 2008: L'uomo senza casa di Andrea Fazioli - Guanda
  - La città dei ragazzi di Eraldo Affinati
  - L'equilibrio degli squali di Caterina Bonvicini
  - La più bella del mondo di Lucrezia Lerro
  - Adele né bella né brutta di Maristella Lippolis
- 2009: L'adultera di Giuseppe Conte -  Longanesi
  - La futura classe dirigente di Peppe Fiore
  - Il pianista muto di Paola Capriolo
  - Santa Maria delle battaglie di Raffaele Nigro
- 2010: Ritorno nella valle degli angeli di Francesco Carofiglio - Marsilio Editori
  - La nota segreta di Marta Morazzoni
  - L'anno dei dodici inverni di Tullio Avoledo
  - Le rondini di Montecassino di Helena Janeczek
  - Squalificato per non essere intervenuto alla finale: Hanno tutti ragione di Paolo Sorrentino
- 2011: L'energia del vuoto di Bruno Arpaia - Guanda
  - Settanta acrilico trenta lana di Viola Di Grado
  - Hotel Locarno di Alain Elkann
  - Squalificati per non essere intervenuti alla finale: L'Italia non esiste di Fabrizio Rondolino e Il denaro in testa di Vittorino Andreoli
- 2012: Più alto del mare di Francesca Melandri - Rizzoli
  - La valle delle donne lupo di Laura Pariani
  - Per legge superiore di Giorgio Fontana
  - Luna di notte di Amos Mattio
  - Il ragazzo che io fui di Sergio Zavoli
- 2013: Piangi pure di Lidia Ravera - Bompiani 
  - Il tempo dell'innocenza di Raul Montanari - Baldini Castoldi Dalai Editore
  - Figli dello stesso padre di Romana Petri - Longanesi
  - Ora di Mattia Signorini - Marsilio
  - Quasi due di Hamid Ziarati - Einaudi
- 2014: Acquanera di Valentina D'Urbano - Longanesi 
  - Non esistono cose lontane di Elisabetta Rasy - Mondadori
  - La vita in tempo di pace di Francesco Pecoraro - Ponte alle Grazie
  - Prima che tu mi tradisca di Antonella Lattanzi - Einaudi
  - Il condominio di Via della Notte di Maria Attanasio - Sellerio
- 2015: La tentazione di essere felici di Lorenzo Marone - Longanesi
  - Per infiniti giorni di Francesca Romana de' Angelis - Passigli
  - L'inventore della dimenticanza di Pierluigi Panza - Bompiani
  - Il volto nascosto di Giorgio Montefoschi - Bompiani
  - Il ragazzo in soffitta di Pupi Avati - Guanda[2]
- 2016: La felicità dell'attesa di Carmine Abate - Mondadori
  - Una storia quasi solo d'amore di Paolo Di Paolo - Feltrinelli
  - Le cose semplici di Luca Doninelli - Bompiani
  - Il popolo di legno di Emanuele Trevi - Einaudi
  - La parte del diavolo di Emmanuelle de Villepin - Longanesi[3]
- 2017: Appunti di meccanica celeste di Domenico Dara - Nutrimenti
  - La regola dei pesci di Giorgio Scianna - Einaudi
  - Un'educazione milanese di Alberto Rollo - Manni
  - Ogni spazio felice di Alberto Schiavone - Guanda
  - Vita di Nullo di Diego Marani - La Nave di Teseo
- 2018: Se tu potessi vedermi di Carolina Orlandi - Mondadori[4]
  - Giochi cattivi di Massimo Donati - Feltrinelli
  - Di ferro e d'acciaio di Laura Pariani - NN editore
  - L'uomo dei libri di Nicoletta Mondadori - Giampaolo Casagrande editore
  - Il marito paziente di Sergio Livio Negri - Biblioteca dei Leoni
- 2019: Nessuno ritorna a Baghdad di Elena Loewenthal - Bompiani[5]
  - Madrigale senza suono di Andrea Tarabbia - Bollati Boringhieri
  - Il censimento dei radical chic di Giacomo Papi - Feltrinelli
  - Molto mossi gli altri mari di Francesco Longo - Bollati Boringhieri
  - La straniera di Claudia Durastanti - La nave di Teseo[6]
- 2020: L'Architettrice di Melania Mazzucco - Einaudi[7]
  - Fuoco al cielo di Viola Di Grado - La Nave di Teseo
  - Noi di Paolo Di Stefano - Bompiani
  - Prima di noi di Giorgio Fontana - Sellerio
  - Dolcissima abitudine di Alberto Schiavone - Guanda
- 2021: Io sono Gesù di Giosuè Calaciura - Sellerio[8]
  - Steve Jobs non abita più qui di Michele Masneri - Adelphi
  - La nuova terra di Sebastiano Mauri - Guanda
  - Vivida mon amour di Andrea Vitali - Einaudi
  - La guerra di Nina di Imma Vitelli - Longanesi
- 2022 Mastro Geppetto di Fabio Stassi - Sellerio[9]
  - Nonostante tutte di Filippo Maria Battaglia - Einaudi
  - Niente di vero di Veronica Raimo - Einaudi
  - Il Giardino degli Aranci di Dario Voltolini - La nave di Teseo
  - Qualcosa nella nebbia di Roberto Camurri - NN Editore
- 2023 La vita di chi resta di Matteo B. Bianchi - Mondadori[10]
  - Uvaspina di Monica Acito - Bompiani
  - Il dio disarmato di Andrea Pomella - Einaudi
  - Innamorato di Marco Drago - Bollati Boringhieri
  - Azzardo di Alessandra Mureddu - Einaudi
- 2024 Alma di Federica Manzon - Feltrinelli[11]
  - Il cuore è uno zingaro di Luca Bianchini - Mondadori
  - I folgorati di Susanna Bissoli - Einaudi
  - Madama Matrioska di Anja Boato - Accento
  - Molto molto tanto bene di Caterina Bonvicini - Einaudi